# Sild (ø)
 For alternative betydninger, se Sild (flertydig). (Se også artikler, som begynder med Sild)
Sild (på nordfrisisk Söl’ og på tysk Sylt) er den største af de Nordfrisiske Øer i det nordlige Tyskland. Øen er beliggende mellem Amrum i syd og den danske vadehavsø Rømø i nord. Den ligger i Kreis Nordfriesland. Øen har 18.289 indbyggere (31. december 2021), hvoraf knap 10.000 bor i hovedbyen Vesterland, der ligger i Sild Kommune med 13.741 indbyggere (2021). De øvrige fire kommuner på øen er Hørnum (sydligste kommune på øen), 895 indbyggere, Kampen, 473 indbyggere, List på Sild (nordligste kommune), 1.557 indbyggere, Venningsted-Brarup, 1.623 indbyggere. Disse fire kommuner, med 4.548 indbyggere i alt, samarbejder i forvaltningsfællesskabet Amt Landschaft Sylt. Øen er meget turistpræget.

## Geografi
Sild er med 99,14 km² Tysklands fjerdestørste ø. Øen er cirka 38 kilometer lang, men ved de smalleste steder kun få hundrede meter bred. Ved Silds smalleste sted ved Kongshavnen ved List er afstanden mellem kysterne kun 320 meter. Afstanden ved Rantum og Hørnum er 350 meter. Især disse smalle landtunger er udsat for erosion og oversvømmelser. Øens bredeste steder mellem Vesterland og Næsoddens spids ved Morsum måler 12,6 kilometer. Jordbunden er bakket, ellers viser øen et stærk varieret landskabsbillede. Mod vest udstrækker sig knapt 40 kilometer sandstrande, mod øst befinder sig marskstrækninger og Vadehavet og i nord store vandreklitter og hedelandskab. Andre steder er der op til 50 meter høje lerklinter. Større skove findes ikke. Cirka 33 % af øen er dækket af strande og klitter. Øens form har ofte skiftet form i løbet af årene. Mens sandtangerne (på tysk Nehrung) i øens nordlige og sydlige del udelukkende består af sandaflejringer, består midtlandet af en gestkerne. Den østlige del på Næsodde består overvejende af marsklandet. Mange markante klitbakker og -dale på øen har fået navne som Budersand ved Hørnum, Dødmandsbjerget, Flagklitten ved Kampen, Tiggerklitten ved Fuglekøjen og Frederiksklitten ved Vesterland. Sidstnavnte minder om besøget af Frederik 7. på øen i 1825. Flagklitten minder om, at klitten i den danske tid var forsynet med en flagstang. Af dalene kan nævnes Osedalen og Maren Madsen Dal. Øens højeste naturlige punkt er Uwe-Klitten vest for Kampen med 52,5 meter over havoverfladen. Derefter følger den Røde Klev ved vestkysten med op til 52 meter og Morsum Klev på midtlandets østkyst med over 20 meter. På øen findes flere naturreservater som for eksempel Rantum Bassin sydøst for Vesterland.
Øen ligger mellem 9 og 16 kilometer fra fastlandet, men har siden 1927 med den cirka 11 kilometer lange Hindenburgdæmning en fast forbindelse med fastlandet. Dæmningen er udelukkende beregnet til togtrafik, men det er muligt at få sin bil kørt på et biltog i byen Nibøl på fastlandet. Sydøst for øen ligger øerne Amrum og Før. Nord for Sild ligger den danske vadehavsø Rømø, småøen Udhjørne Holm og sankbanken Jordsand. Geografisk ligger øen på samme breddegrad som Alaskas sydlige ende. Men Golfstrømmen giver øen et mildt klima. Sild råder både over en færgeforbindelse med Rømø-Sild færgen fra List til Havneby på naboøen Rømø og over en lufthavn ud for Vesterland med flyforbindelser til blandt andet Berlin og München. Flere tusind mennesker med fast bopæl udenfor Sild bor kun i højsæsonen på øen, hvilket medfører stigende ejendomspriser.
Havets strømme og vinden medfører konstante forandringer af landskabet. Øen har i historisk tid utvivlsomt været langt større end nu. Den uafbrudt fremskridende erosion er fortsat en stor fare for øens fremtid. Især øens sydlige del ved Hørnum er ramt af enorme landtab. Mellem 1986 og 1988 forsvandt cirka 120.000 m² af Hørnum Odde . Også lerklinterne bliver mindre. Den Røde Klev mister for eksempel cirka en meter om året. De mest
udsatte steder kystfodres hvert år med tusinder af kubikmeter sand. I 1996 blev
kysten foran Vesterland fodret med 800.000 m3 sand, hvilket kostede cirka 12,5 mio tyske mark. Andre anvendte metoder til kystsikringen er opstillingen af høfder og tetrapoder. Som følge af klimaændringer ventes også større risiko for ekstreme stormfloder.
Byer på øen:
- Hørnum (tysk Hörnum)
- Kampen (frisisk Kaamp)
- List
- Sild Kommune bestående af:
  - Arksum (tysk Archsum, frisisk Ārichsem)
  - Kejtum (tysk Keitum, frisisk Kairem)
  - Morsum (frisisk Muasem)
  - Munkmarsk (tysk Munkmarsch frisisk Munkmērsk)
  - Rantum (frisisk Raantem)
  - Tinnum (frisisk Tinem)
  - Vesterland (tysk Westerland, frisisk Weesterlön')
- Venningsted-Brarup (tysk Wenningstedt-Braderup, frisisk Woningstair-Brērerep)

## Historie
Arkæologiske udgravninger har vist, at området har allerede været beboet i yngre stenalder. Herom vidner de mange gravhøje og dysser. Bedst kendt er Denghoog, Harhoog og Tinnumborg. Familiegraven Denhoog ved Venningsted beretter om en udbredt aktivitet i forhistorisk tid. De første århundreder efter Kristi fødsel var Sild en del af marsklandskabet ved Jyllands østkyst. Ifølge overlevering begav sig jyderne og anglerne under brøderne Hengest og Horsa herfra i 450 ud på havet for at kolonisere de britiske øer. Efter jydernes og anglernes udvandring til Britannien skulle området have været næsten ubeboet i flere hundrede år, indtil omkring 800 friserne fra syd bosatte sig på de nuværende øer Amrum, Før og Sild. Silds første kirke blev opført omkring 1020 i Kejtum på et førkristent kultsted. Det skønnes at stedet var et blotsted for Odin. Kirken hørte under klostret i Odense og blev i 1188 viet til den hellige Knud.
Navnet Sild dukker første gang op i skriftlige kilder i 1141. Øen blev også vævnt i Kong Valdemars Jordebog fra 1231. Der hersker tvivl om navnets oprindelse. Muligvis kommer det ganske enkelt fra det danske ord for fisken sild. Andre muligheder er det gammeldanske ord sylt der betyder salt(holdig) eller strandeng (kendt fra Sylten i Ommersyssel, Syltemade på Fyn og Syltholm på Lolland). Fra 1668 er silden brugt i våbenskjoldet for øen.
Ved den store manddrukning i januar 1362 tabte Sild store marskområder i øst og mistede dermed forbindelsen til fastlandet. Allehelgensfloden i november 1436 medførte endnu en gang store landtab på øen. Byen Ejdum sank i havet og Rantum forsvandt i klitterne. Sidst i det 14. århundrede begyndte øen at få sin nuværende karakteristiske langstrakte form. Endnu i 1240 nævnes der otte kirkesogne på øen, nemlig Morsum, Kejtum, Ejdum, Stedum, Rantum, Vestersøkirken, Venningsted og List. Med den store stormflod i 1362 ødelagdes både kirkerne i Venningsted, Stedum og List. 1436 blev også Vestersøkirken og 1652 Ejdum Kirke oversvømmet.
Med etableringen af hertugdømmet Sønderjylland i 1236 kom næsten hele øen under hertugdømmet. Kun øens nordspids omkring byen List foreblev i kongeriget. List havde allerede siden 1292 været i besiddelse af købstaden Ribe og var i modsætning til resten af øen overvejende befolket af jyder. Området omkring List dannede de kommende århundreder en del af de såkaldte kongerigske enklaver. Resten af øen var underkastet den slesvigske hertug, som var skiftevis den danske konge eller en holstensk grev. Efter den 1544 stedfundne landsdeling mellem Christian 3. og hans brødre kom hovedparten til den gottorpske del. I 1426 vedtog repræsentanter for Vidingherred, Bøkingherred og øerne Sild, Strand og Før det såkaldte syvherredergilde (på tysk Siebenhardenbeliebung), som tilsikrede dem en omfattende retsautonomi. I 1644 udspillede sig med Slaget i Listerdyb et stort søslag mellem danskerne og svenskerne i farvandet mellem Sild og Rømø.
I den danske tid indtil 1864 dannede Silds slesvigske del et såkaldt landskab, der administeredes af en landfoged samt et kollegium af ni af bøndernes valgte landfuldmægtige.
De hjemmehørende handelsskibes antal og læstedrægtighed fremgår af nedenstående tabel:
| År   | Antal | kmcl |
| ---- | ----- | ---- |
| 1832 | 25    | 226  |
| 1833 | 25    | 226  |
| 1834 | 22    | 150½ |
| 1835 | 22    | 150½ |
| 1836 | 24    | 157½ |
| 1837 | 25    | 159½ |
| 1838 | 23    | 150½ |
| 1839 | 18    | 137½ |

Efter den 2. Slesvigske Krig blev hele øen sammen med det øvrige Sønderjylland indlemmet i Tyskland. Ved folkeafstemningen i 1920 stemtes i afstemningszone 2, hvori blandt andet Sild og Flensborg lå, med stort flertal for at tilhøre Tyskland.
I 1855 fik Vesterland som første by på øen en badekoncession. Allerede 1911 havde badebyen 30.000 gæster om året. Hindenburgdæmningens indvielse i 1927 medførte en endnu større popularitet. Allerede i 1888 blev øbanens strækning mellem Munkmarsk og Vesterland åbnet. Senere blev den udvidet til Hørnum og List, hvormed en gennemgående forbindelse mellem øens nordlige og sydlige del var etableret. Ø-banen var smalsporet med en sporvidde på 1.000 mm. I 1970 blev trafikken på strækningen indstillet og skinnerne blev demonteret. I stedet kører nu rutebiler.
I 1930erne besøgte mange kendte tilhængere af nazismen som f.eks Hermann Göring øen. Den nationalsocialistiske ideologi fik hurtigt mange tilhængere. Jøderne fik efterhånden forbud mod at besøge kurbadene. Mange hotelejere og gæsteværter betegnede deres huse som „judenfrei“ og erklærede de jødiske gæster for uønsket. Også nazi-organisationen Kraft durch Freude (KDF) benyttede Sild som feriested. Modsat tiltrak det intellektuelle Kampen stadig kunstnere og forfattere, som var kritiske overfor nationalsocialismen.
I 2. verdenskrig blev Sild erklæret for et spærret område, som betød at turisterne blev væk. Man ventede over Nordsøen en mulig invasion af de allierede. Derfor blev der bygget store forsvarsanlæg i klitterne. På grund af invasionen af Normandiet blev Sild forholdsvis skånet for krigshandlinger. Der var målrettede bombeangreb den 7. september 1939, 8. september 1939, 3. december 1939, 19. marts 1940 og 17. december 1940. På civile bygninger var der minimale skader. I de sidste krigsdage besatte britiske styrker med panser og andre køretøjer via Hindenburgdæmningen øen. Kapitulationen forløb uden modstand.
I 1945 var et stort antal fordrevne fra Østtyskland strandet på øen. De fik ophold i tidligere værnemagtlejligheder, lagre og kaserner. Dermed fordobledes befolkningen til omkring 25.000 indbyggere. En overvejende del af de fordrevne fandt ved genopbygningen af turismen arbejde på Sild.
En lille gruppe af flygtningene var fra øen Helgoland. 1945 erklærede Storbritannien Helgoland som et ikke tilgængeligt område for civilbefolkningen og benyttede den som bombenedkastningsplads indtil 1952. Nogle af helgolænderne bosatte sig i Hørnum, hvorfra de med deres fiskekuttere og både stadig kunne fiske i det hjemlige farvand og dermed holde kontakten med Helgoland. Efter frigivelsen af øen flyttede de fleste tilbage.

## Økonomi
Indtil 1900-tallet var landbrug, fiskeri og fuglekøjer de primære erhvervsgrene på Sild. I 1700-tallet spillede derudover også hvalfangst en stor rolle, i lighed med forholdene på naboøen Rømø. I dag dominerer turisme som det centrale erhverv. I 2007 blev der registreret 6,5 millioner overnatninger. Øen råder over cirka 12.000 sommerhuse og over i alt cirka 50.000 gæstesenge. Meget populære er øens nøgenbadestrande. Den første af disse oprettedes allerede i 1920. I højsæsonen opstilles på øens strande hvert år mere end 11.000 strandkurve.

## Kultur
Øen er præget af både tysk, dansk og frisisk kultur. Øens nordfrisiske dialekt hedder sölring. Men som følge af masseturisme, tilvandring af tysktalende sydfra og fraflytning af indfødte familier sank antallet af frisisktalende til nu cirka fire procent. Med friserloven fra 2004 er frisisk imidlertid anerkendt som officielt sprog ved siden af standardtysk. Sildfrisisk karakteriseres blandt andet ved et stort antal danske låneord. Ved siden af frisisk taltes på det nordlige Sild omkring List også dansk (sønderjysk). Øen har et dansk mindretal, som vedligeholder deres sprog og traditioner i foreninger og skoler. Foruden den danske kirke i Vesterland er der en dansk skole med afdelinger i Vesterland og Kejtum, en dansk børnehave og fritidshjem i Vesterland og i List det danske kulturcentrum List Kulturhus. Vesterland og Kejtum bliver jævnlig besøgt af bogbussen fra det danske Centralbibliotek i Flensborg.
Faste traditioner er blandt andet biikebrænding i februar, Aier smiten (nordfrisisk for æggekast) på påske, ringridning om sommeren og rummelpot på nytårsaften, som på øen kaldes maskeløb (på sildfrisisk: Maskenloop), de forklædte bliver kaldt som omtaakelte. Ved juletiden opstiller mange øboer et jöölboom. Et kendt folkesagn fra Sild er Ekke Nekkepenn, andre sagnfigurer er Nis Puk (på sildfrisisk Nes Pük) und de Önereerske (≈de nordfrisiske underjordiske). Ligesom naboøerne Amrum, Før og Rømø har også Sild en egen folkedragt (Silddragt). Silddragten er allerede beskrevet i 1597 og har en del ligheder med Førdragten og Rømødragten.

## Turisme
Der er en omkring 40 km lang sandstrand langs vestkysten og flere gode badestrande på vadehavssiden. I alle byer er der bevogtede strandzoner med strandkurve, som er tilpasset familier, nudister og vandsport.

### Historisk
Efter at de første hav og kurbade omkring 1855 blev oprettet på Sild, udviklede øen sig hurtigt et turistcentrum for over og middelklassen. I de første årtier opholdt gæsterne sig på øen i flere uger på grund af det gode havklima og forventede i denne tid også at blive underholdt. Efter 1. verdenskrig blev der i de tidligere kaserneanlæg oprettet lejrskoler for børn fra de tyske storbyer.
I 2. verdenskrig blev øen til et militært spærreområde og turismen ophørte totalt. De første efterkrigsår var præget af sult og arbejdsløshed og de tomme hoteller blev benyttet til ophold for flygtninge. Først efter valutareformen i 1948 kom der igen et stigende antal turister til øen. Omkring 1960 oplevede turismen et boom. Foruden de velhavende kurgæster tiltrak Sild nu også almindelige turister. Bybilledet i Vesterland ændredes hurtigt. Foruden de traditionelle friserhuse, badevillaerne og enkelte store hoteller, opstod der nu et nyt kurcentrum med højhuse på op til 14 etager. Efterhånden fortrængte de nye moderne anlæg villaerne og feriehusene. Disse lejlighedsanlæg fra 1960erne og 1970erne præger også i nutiden Vesterland, mens resten af øen overvejende blev forskånet for lignende store byggerier.